# 1522
Il 1522 (MDXXII in numeri romani) è un anno  del XVI secolo.

## Eventi
- 9 gennaio – Stato Pontificio, Italia: Papa Adriano VI (nato Adriaan Florenszoon Boeyens, Dedens o Dedel, Hadrianus in latino) succede a Papa Leone X, come 218º papa. Unico papa olandese, sarà l'ultimo eletto non italiano per oltre 450 anni, fino all'elezione del polacco Giovanni Paolo II, avvenuta a fine 1978.
- 22 gennaio – Valacchia, Romania: Muore il principe Teodosio di Valacchia. Inizia un periodo di interregno, fino a dicembre 1522.
- 26 gennaio – Nicaragua, Costa Rica: Il conquistatore spagnolo Gil González Dávila parte dal Golfo di Panama per esplorare la costa del Pacifico dell'America Centrale. Esplora il Nicaragua e nomina la Costa Rica quando trova abbondanti quantità di oro nelle spiagge del Pacifico.
- 29 gennaio – Contea di Oettingen-Oettingen, Germania: Muore il conte Wolfgang I di Oettingen. Gli succede il figlio Carlo.
- 28 febbraio – Ducato di Milano, Italia: a Treviglio nell'attuale provincia di Bergamo piange un dipinto della Madonna salvando la città dall'assedio dei francesi del conte di Lautrec. Questo avvenimento verrà riconosciuto miracolo. Oggi il dipinto è conservato nel Santuario della beata vergine delle lacrime.
- 31 marzo – Guerra d'Italia del 1521-1526, Italia: Assedio di Pavia; La guarnigione della città guidata da Federico II Gonzaga riuscì a resistere per un mese a un assedio portato da un esercito franco-veneziano numericamente superiore al comando di Odet de Foix, visconte di Lautrec, che alla fine rinunciò all'impresa per il sopraggiungere delle forze pontificio-imperiali guidate da Prospero Colonna
- 27 aprile – Guerra d'Italia del 1521-1526, Italia: Battaglia della Bicocca; le forze francesi e svizzere al comando di Odet de Lautrec vengono sconfitte dagli spagnoli nel tentativo di riconquistare Milano e sono costrette a ritirarsi in territorio veneziano.
- 19 maggio – Sudafrica: La Victoria, nave superstite della spedizione di Ferdinando Magellano, passa il Capo di Buona Speranza.
- 31 maggio – Guerra d'Italia del 1521-1526, Italia: L'Inghilterra presenta un ultimatum a Francia e Scozia.
- 16 giugno – Trattato di Windsor: Carlo V d'Asburgo riceve l'appoggio del Regno d'Inghilterra e dello Stato Pontificio nella guerra contro il Regno di Francia, la Repubblica di Venezia e il Regno di Navarra.
- 6 settembre – L'unica superstite delle cinque navi della spedizione di Ferdinando Magellano approda a San Lucar, nei pressi di Siviglia.
- 22 dicembre – Dopo un assedio durato circa sei mesi, l'isola di Rodi cade nelle mani del sultano Solimano il Magnifico.
- Congiura ordita ai danni del cardinale Giulio de' Medici da parte dei repubblicani fiorentini, priva tuttavia di conseguenze.
- Il re di Spagna Carlo V nomina il conquistador Hernán Cortés governatore dei territori di Nuova Spagna.

## Nati

### Gennaio
- 5 gennaio - Giovanni Carlo Bovio, arcivescovo cattolico italiano († 1570)
- 22 gennaio - Carlo II d'Orléans, nobile († 1545)

### Febbraio
- 2 febbraio - Francesco Alciati, cardinale, vescovo cattolico e giurista italiano († 1580)
- 2 febbraio - Lodovico Ferrari, matematico italiano († 1565)

### Marzo
- 2 marzo - Heinrich Salmuth, teologo e pastore protestante tedesco († 1576)
- 10 marzo - Miyoshi Nagayoshi, militare giapponese († 1564)
- 28 marzo - Alberto Alcibiade di Brandeburgo-Kulmbach, nobile († 1557)

### Aprile
- 23 aprile - Caterina de' Ricci, religiosa italiana († 1590)
- 25 aprile - Marco Criado, presbitero spagnolo († 1569)

### Luglio
- 5 luglio - Margherita d'Austria, nobildonna († 1586)
- 10 luglio - Francesco Calzolari, farmacista e botanico italiano († 1609)
- 13 luglio - Sofia Jagellona, principessa polacca († 1575)
- 21 luglio - Lucrezia Gonzaga, nobildonna e letterata italiana († 1576)
- 25 luglio - Anna di Lorena, principessa francese († 1568)
- 31 luglio - Charles II de Croÿ, nobile belga († 1551)

### Agosto
- 4 agosto - Udai Singh II,  indiano († 1572)

### Settembre
- 11 settembre - Ulisse Aldrovandi, naturalista, botanico e entomologo italiano († 1605)
- 27 settembre - Niccolò Balbani, teologo italiano († 1587)

### Ottobre
- 4 ottobre - Gabriele Paleotti, cardinale e giurista italiano († 1597)

### Novembre
- 4 novembre - Alberto Gondi, nobile, militare e diplomatico francese († 1602)
- 9 novembre - Martin Chemnitz, teologo e religioso tedesco († 1586)
- 18 novembre - Lamoral di Egmont, nobile e condottiero fiammingo († 1568)

### Dicembre
- 16 dicembre - Onorato I di Monaco († 1581)

### Senza giorno specificato
- Leonardo I de Tassis, nobile († 1612)
- Pomponio Allegri, pittore italiano († 1593)
- Joachim du Bellay, poeta e umanista francese († 1560)
- Domenico Bonsi, diplomatico italiano († 1583)
- François III Bouchard d'Aubeterre, nobile francese († 1573)
- Guido de Brês, teologo belga († 1567)
- Ogier Ghislain de Busbecq, scrittore, diplomatico e botanico fiammingo († 1592)
- Bernardino Campi, pittore italiano († 1591)
- Pierdonato Cesi, cardinale italiano († 1586)
- Luis Colón de Toledo, navigatore e nobile spagnolo († 1572)
- Dirck Volckertszoon Coornhert, scrittore e teologo olandese († 1590)
- Moses Cordovero, rabbino ottomano († 1570)
- Cristina di Danimarca, principessa († 1590)
- Jacques Cujas, giurista francese († 1590)
- John Day, tipografo inglese († 1584)
- Gerolamo De Franchi Toso, doge († 1586)
- Eleonora di Toledo, sovrana spagnola († 1562)
- Camillo Guidi di Bagno, condottiero italiano
- Kojima Yatarō, militare giapponese († 1582)
- Giovan Paolo Lancellotti, giurista italiano († 1590)
- Paride Lodron, nobile italiano
- Pietro Marescalchi, pittore italiano († 1589)
- Giulio Maresio, francescano italiano († 1567)
- Alvise Martinengo, nobile e militare italiano († 1571)
- Naitō Masatoyo, militare giapponese († 1575)
- Giovanni Nostradamus, storico e scrittore francese († 1576)
- Alvise Pisani, cardinale e vescovo cattolico italiano († 1570)
- Pierina Riccia,  italiana († 1545)
- Sen no Rikyū, monaco buddhista giapponese († 1591)
- Ludger Tom Ring il Giovane, pittore tedesco († 1584)
- Shibata Katsuie, militare giapponese († 1583)
- Girolamo Simoncelli, cardinale e vescovo cattolico italiano († 1605)
- Mihrimah Sultan, principessa ottomana († 1578)
- Jacobus Theodorus Tabernaemontanus, medico e botanico tedesco († 1590)
- Wei Liangfu, attore teatrale e drammaturgo cinese († 1573)
- Hermann Wilken, umanista e matematico tedesco († 1603)
- Juan de Liermo Hermosa, arcivescovo cattolico spagnolo († 1582)
- Ōta Sukemasa, militare giapponese († 1591)

## Morti

### Gennaio
- 1º gennaio - Johannes Stabius, cartografo e storico austriaco
- 15 gennaio - Ventura Vitoni, architetto italiano (n. 1442)
- 22 gennaio - Teodosio di Valacchia, principe
- 25 gennaio - Raffaele Maffei, umanista, letterato e storico italiano (n. 1451)
- 29 gennaio - Wolfgang I di Oettingen, conte (n. 1455)

### Marzo
- 8 marzo - Marcantonio I Colonna, nobile e condottiero italiano (n. 1478)
- 10 marzo - Raimondo de Cardona, generale spagnolo (n. 1467)
- 28 marzo - Jan III van Montfoort, nobile e militare olandese (n. 1448)

### Aprile
- 10 aprile - Francesco Cattani da Diacceto, filosofo italiano (n. 1466)
- 12 aprile - Piero di Cosimo, pittore italiano
- 14 aprile - John Spencer, politico e nobile inglese (n. 1455)
- 15 aprile - Galeotto Graziani, vescovo cattolico, abate e giurista italiano
- 26 aprile - Georg von Slatkonia, vescovo cattolico sloveno (n. 1456)
- 27 aprile - Arnold Winkelried, mercenario e generale svizzero
- 29 aprile - Pietro II Cardona, nobile, politico e militare italiano

### Giugno
- 7 giugno - Jacopo da Diacceto, letterato e scrittore italiano (n. 1494)
- 13 giugno - Pier Soderini, politico italiano (n. 1451)
- 24 giugno - Franchino Gaffurio, teorico musicale e compositore italiano (n. 1451)
- 24 giugno - Elisabetta del Palatinato, contessa (n. 1483)
- 30 giugno - Johannes Reuchlin, filosofo, umanista e teologo tedesco (n. 1455)

### Luglio
- 5 luglio - Antonio de Nebrija, umanista, pedagogo e grammatico spagnolo (n. 1441)
- 26 luglio - Fiordelisa Maria Sforza, nobildonna italiana (n. 1453)

### Agosto
- 3 agosto - Juan de Badajoz il Vecchio, architetto spagnolo
- 11 agosto - Martin Siebenbürger, giurista e politico austriaco
- 13 agosto - Paolo Morando, pittore italiano (n. 1486)
- 24 agosto - Gaspard I de Coligny, militare francese (n. 1465)
- 28 agosto - Giovanni Antonio Amadeo, scultore, ingegnere e architetto italiano (n. 1447)

### Settembre
- 1º settembre - Antonio Fiorentino della Cava, architetto e ingegnere italiano (n. 1451)
- 11 settembre - Christophe de Longueil, umanista francese (n. 1490)
- 30 settembre - Matteo Schiner, cardinale, politico e diplomatico svizzero

### Ottobre
- 30 ottobre - Jean Mouton, compositore francese

### Novembre
- 11 novembre - Achille Torelli, conte di Guastalla, nobile e condottiero italiano
- 14 novembre - Anna di Beaujeu, nobile (n. 1461)
- 30 novembre - Gian Francesco Daina, condottiero italiano

### Dicembre
- 5 dicembre - Giovanni Battista Branconio dell'Aquila, orafo italiano (n. 1473)
- 10 dicembre - Santo Brasca, diplomatico e viaggiatore italiano (n. 1444)
- 11 dicembre - Raffaello Petrucci, cardinale e vescovo cattolico italiano (n. 1472)
- 15 dicembre - Lucia Marliani, nobildonna italiana (n. 1455)

### Senza giorno specificato
- Ambrogio da Rosate, medico e astrologo italiano (n. 1437)
- Andrea Bernardi, storico italiano (n. 1450)
- Petracone Caracciolo, nobile italiano
- Colijn de Coter, pittore olandese (n. 1440)
- Gavin Douglas, vescovo cattolico, traduttore e scrittore scozzese (n. 1474)
- Hayır Bey, politico ottomano
- Hans von Kulmbach, pittore e incisore tedesco
- Hans Rudolf Nägeli, militare svizzero
- Pierre, principe di Sayd, principe ottomano
- Bartolomé Ramos de Pareja, matematico, compositore e teorico musicale spagnolo
- Roberto da Montevarchi, pittore italiano (n. 1460)
- Giorgio Rusconi, editore e tipografo italiano
- Paolo Suriani, monaco cristiano e medico italiano (n. 1468)
- Teolepto I di Costantinopoli, arcivescovo ortodosso greco
- Johann Werner, cartografo, matematico e religioso tedesco (n. 1468)
- Xicotencatl I, poeta e nobile azteco
- Alain I d'Albret, militare e politico francese (n. 1440)

## Calendario
| Calendario 1522 | Calendario 1522 | Calendario 1522 | Calendario 1522 | Calendario 1522 | Calendario 1522 | Calendario 1522 | Calendario 1522 | Calendario 1522 | Calendario 1522 | Calendario 1522 | Calendario 1522 | Calendario 1522 | Calendario 1522 | Calendario 1522 | Calendario 1522 | Calendario 1522 | Calendario 1522 | Calendario 1522 | Calendario 1522 | Calendario 1522 | Calendario 1522 | Calendario 1522 | Calendario 1522 | Calendario 1522 | Calendario 1522 | Calendario 1522 | Calendario 1522 | Calendario 1522 | Calendario 1522 | Calendario 1522 | Calendario 1522 | Calendario 1522 |
| --------------- | --------------- | --------------- | --------------- | --------------- | --------------- | --------------- | --------------- | --------------- | --------------- | --------------- | --------------- | --------------- | --------------- | --------------- | --------------- | --------------- | --------------- | --------------- | --------------- | --------------- | --------------- | --------------- | --------------- | --------------- | --------------- | --------------- | --------------- | --------------- | --------------- | --------------- | --------------- | --------------- |
|                 | 1               | 2               | 3               | 4               | 5               | 6               | 7               | 8               | 9               | 10              | 11              | 12              | 13              | 14              | 15              | 16              | 17              | 18              | 19              | 20              | 21              | 22              | 23              | 24              | 25              | 26              | 27              | 28              | 29              | 30              | 31              |                 |
| Gennaio         | Me              | Gi              | Ve              | Sa              | Do              | Lu              | Ma              | Me              | Gi              | Ve              | Sa              | Do              | Lu              | Ma              | Me              | Gi              | Ve              | Sa              | Do              | Lu              | Ma              | Me              | Gi              | Ve              | Sa              | Do              | Lu              | Ma              | Me              | Gi              | Ve              |                 |
| Febbraio        | Sa              | Do              | Lu              | Ma              | Me              | Gi              | Ve              | Sa              | Do              | Lu              | Ma              | Me              | Gi              | Ve              | Sa              | Do              | Lu              | Ma              | Me              | Gi              | Ve              | Sa              | Do              | Lu              | Ma              | Me              | Gi              | Ve              |                 |                 |                 |                 |
| Marzo           | Sa              | Do              | Lu              | Ma              | Me              | Gi              | Ve              | Sa              | Do              | Lu              | Ma              | Me              | Gi              | Ve              | Sa              | Do              | Lu              | Ma              | Me              | Gi              | Ve              | Sa              | Do              | Lu              | Ma              | Me              | Gi              | Ve              | Sa              | Do              | Lu              |                 |
| Aprile          | Ma              | Me              | Gi              | Ve              | Sa              | Do              | Lu              | Ma              | Me              | Gi              | Ve              | Sa              | Do              | Lu              | Ma              | Me              | Gi              | Ve              | Sa              | Do              | Lu              | Ma              | Me              | Gi              | Ve              | Sa              | Do              | Lu              | Ma              | Me              |                 |                 |
| Maggio          | Gi              | Ve              | Sa              | Do              | Lu              | Ma              | Me              | Gi              | Ve              | Sa              | Do              | Lu              | Ma              | Me              | Gi              | Ve              | Sa              | Do              | Lu              | Ma              | Me              | Gi              | Ve              | Sa              | Do              | Lu              | Ma              | Me              | Gi              | Ve              | Sa              |                 |
| Giugno          | Do              | Lu              | Ma              | Me              | Gi              | Ve              | Sa              | Do              | Lu              | Ma              | Me              | Gi              | Ve              | Sa              | Do              | Lu              | Ma              | Me              | Gi              | Ve              | Sa              | Do              | Lu              | Ma              | Me              | Gi              | Ve              | Sa              | Do              | Lu              |                 |                 |
| Luglio          | Ma              | Me              | Gi              | Ve              | Sa              | Do              | Lu              | Ma              | Me              | Gi              | Ve              | Sa              | Do              | Lu              | Ma              | Me              | Gi              | Ve              | Sa              | Do              | Lu              | Ma              | Me              | Gi              | Ve              | Sa              | Do              | Lu              | Ma              | Me              | Gi              |                 |
| Agosto          | Ve              | Sa              | Do              | Lu              | Ma              | Me              | Gi              | Ve              | Sa              | Do              | Lu              | Ma              | Me              | Gi              | Ve              | Sa              | Do              | Lu              | Ma              | Me              | Gi              | Ve              | Sa              | Do              | Lu              | Ma              | Me              | Gi              | Ve              | Sa              | Do              |                 |
| Settembre       | Lu              | Ma              | Me              | Gi              | Ve              | Sa              | Do              | Lu              | Ma              | Me              | Gi              | Ve              | Sa              | Do              | Lu              | Ma              | Me              | Gi              | Ve              | Sa              | Do              | Lu              | Ma              | Me              | Gi              | Ve              | Sa              | Do              | Lu              | Ma              |                 |                 |
| Ottobre         | Me              | Gi              | Ve              | Sa              | Do              | Lu              | Ma              | Me              | Gi              | Ve              | Sa              | Do              | Lu              | Ma              | Me              | Gi              | Ve              | Sa              | Do              | Lu              | Ma              | Me              | Gi              | Ve              | Sa              | Do              | Lu              | Ma              | Me              | Gi              | Ve              |                 |
| Novembre        | Sa              | Do              | Lu              | Ma              | Me              | Gi              | Ve              | Sa              | Do              | Lu              | Ma              | Me              | Gi              | Ve              | Sa              | Do              | Lu              | Ma              | Me              | Gi              | Ve              | Sa              | Do              | Lu              | Ma              | Me              | Gi              | Ve              | Sa              | Do              |                 |                 |
| Dicembre        | Lu              | Ma              | Me              | Gi              | Ve              | Sa              | Do              | Lu              | Ma              | Me              | Gi              | Ve              | Sa              | Do              | Lu              | Ma              | Me              | Gi              | Ve              | Sa              | Do              | Lu              | Ma              | Me              | Gi              | Ve              | Sa              | Do              | Lu              | Ma              | Me              |                 |